# U-Bahnhof Berliner Straße

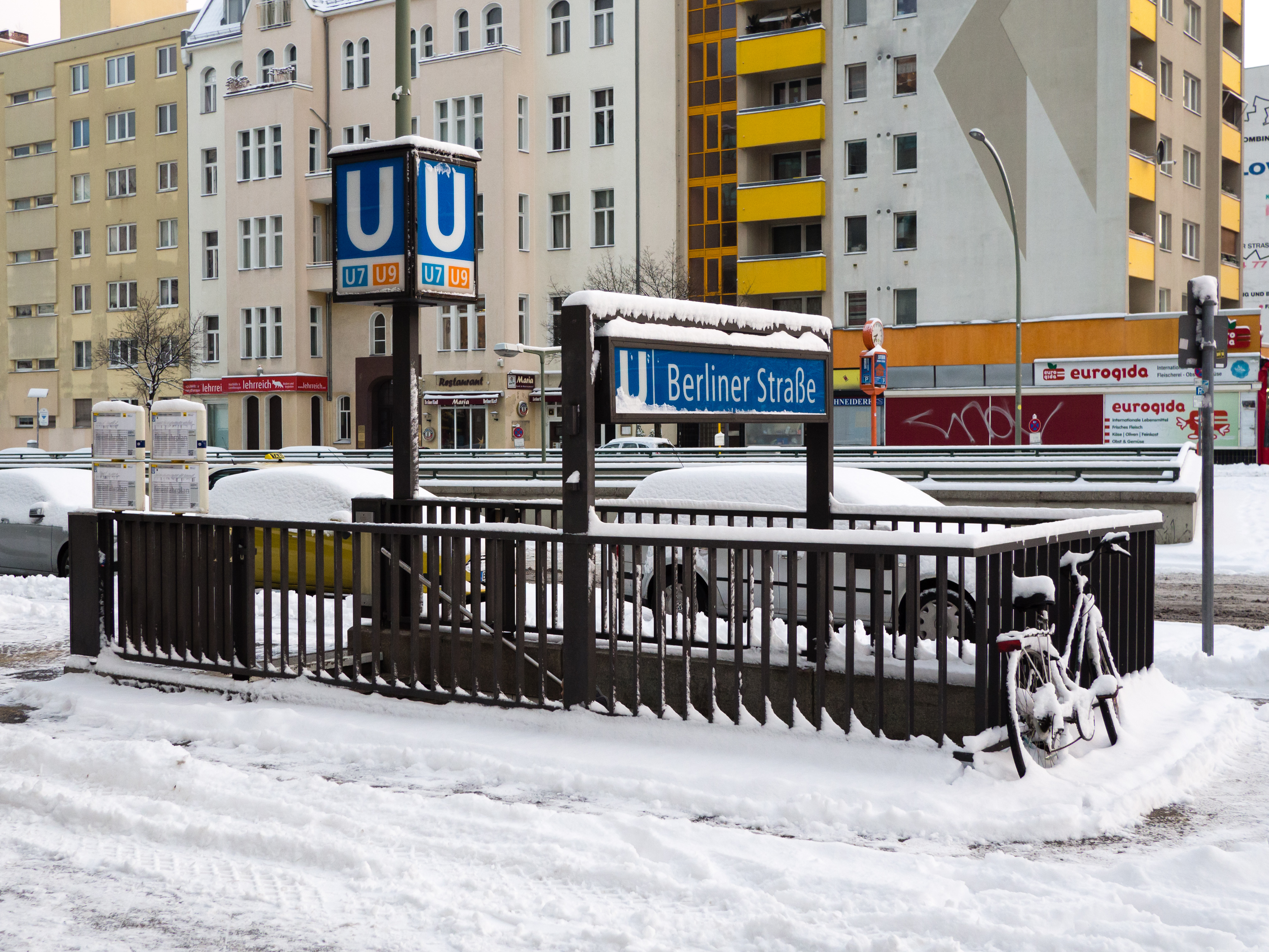
Bahnhofseingang in der Berliner Straße

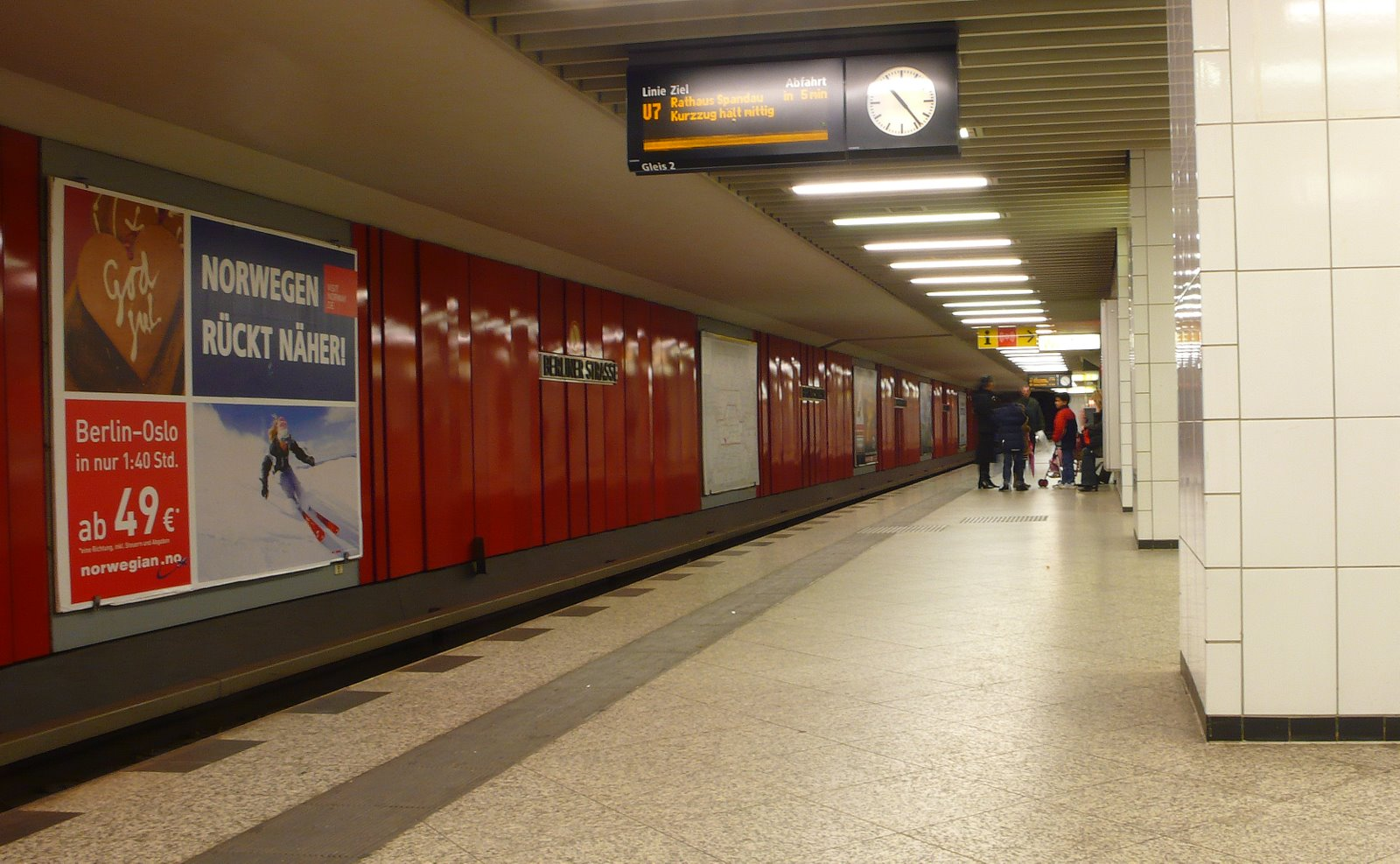
Bahnsteig der Linie U7

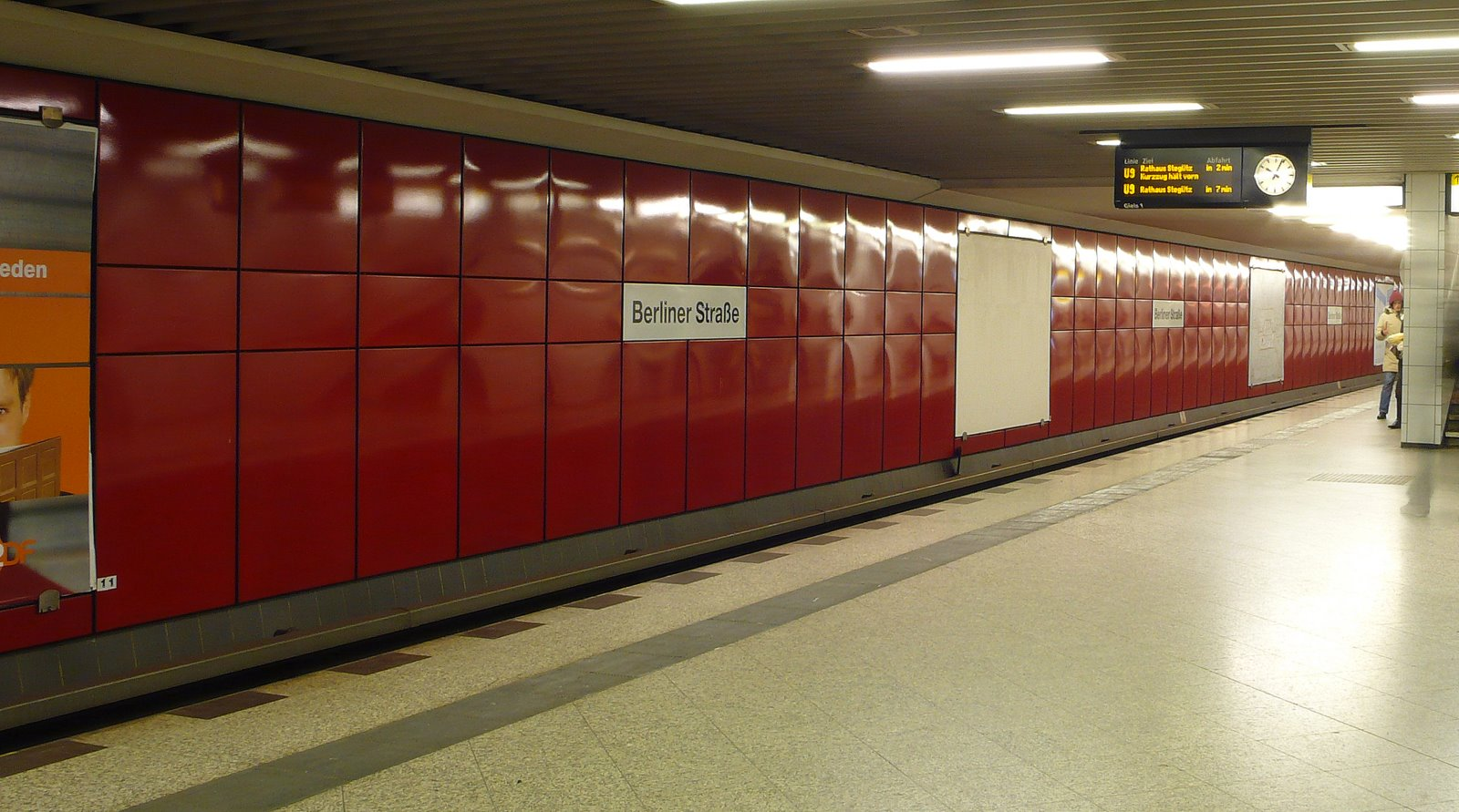
Bahnsteig der Linie U9

Der U-Bahnhof Berliner Straße ist eine Station der Linien U7 und U9 der Berliner U-Bahn.
Sie befindet sich unter der Kreuzung der namensgebenden Berliner Straße mit der Bundesallee im Osten des Ortsteils Wilmersdorf im Bezirk Charlottenburg-Wilmersdorf. Der Bahnhof wurde am 29. Januar 1971 eröffnet und wird im Bahnhofsverzeichnis der BVG als Beo (Berliner Straße oben; U9) beziehungsweise Beu (Berliner Straße unten; U7) bezeichnet. Er besitzt sowohl Rolltreppen als auch Aufzüge (einer davon ein Schrägaufzug), sodass er barrierefrei ist.
Der Bahnhof ist als Turmbahnhof angelegt, das heißt beide Linien kreuzen sich auf verschiedenen Ebenen, und die Bahnsteige sind im rechten Winkel zueinander angeordnet. Da die Bundesallee auf Höhe des Bahnhofs in einem Tunnel verläuft, konnte für den Bahnhof der U9 kein einfacher Mittelbahnsteig angelegt werden. Stattdessen wurden zwei Seitenbahnsteige (mit Ausstieg in Fahrtrichtung links wie bei einem Mittelbahnsteig) angelegt, die einerseits über den U7-Bahnsteig, andererseits auch über einen direkten Verbindungsgang am nördlichen Ende, an dem der Tunnel bereits an die Oberfläche führt, miteinander verbunden sind.
Der Bahnhof wurde von Rainer G. Rümmler gestaltet, der für die Ebene der heutigen U9 rote Wandfliesen mit weißem Band (vergleichbar mit dem U-Bahnhof Zwickauer Damm) verwendete. Bei einer umfassenden Sanierung des Bahnhofs im Jahr 1999 wurden diese durch rote Emailleplatten ersetzt. Die Hintergleiswände der heutigen U7 wurde bereits zur Eröffnung 1971 mit Emailleplatten gestaltet und sind noch heute so erhalten. Dies ist unter anderem an den für die Zeit typischen Stationsschildern mit erhabenen Kunststoffbuchstaben erkennbar. Die Emailleplatten unterscheiden sich von denen jüngerer Renovierungen der BVG, indem sie auch die Fugen verkleiden und jede Platte einen leichten Winkel in der Vorderseite aufweist.
In unmittelbarer Nähe des Bahnhofs befindet sich ein Verbindungstunnel zwischen den beiden U-Bahn-Strecken. Kontrolliert wurde dieser vom Stellwerk Berliner Straße, das sich am Bahnhof befand. 2004 wurde es außer Betrieb genommen.

## Anbindung
| Linie | Verlauf |
| ----- | --- |
|       | Rathaus Spandau – Altstadt Spandau – Zitadelle – Haselhorst – Paulsternstraße – Rohrdamm – Siemensdamm – Halemweg – Jakob-Kaiser-Platz – Jungfernheide – Mierendorffplatz – Richard-Wagner-Platz – Bismarckstraße – Wilmersdorfer Straße – Adenauerplatz – Konstanzer Straße – Fehrbelliner Platz – Blissestraße – Berliner Straße – Bayerischer Platz – Eisenacher Straße – Kleistpark – Yorckstraße – Möckernbrücke – Mehringdamm – Gneisenaustraße – Südstern – Hermannplatz – Rathaus Neukölln – Karl-Marx-Straße – Neukölln – Grenzallee – Blaschkoallee – Parchimer Allee – Britz-Süd – Johannisthaler Chaussee – Lipschitzallee – Wutzkyallee – Zwickauer Damm – Rudow |
|       | Osloer Straße – Nauener Platz – Leopoldplatz – Amrumer Straße – Westhafen – Birkenstraße – Turmstraße – Hansaplatz – Zoologischer Garten – Kurfürstendamm – Spichernstraße – Güntzelstraße – Berliner Straße – Bundesplatz – Friedrich-Wilhelm-Platz – Walther-Schreiber-Platz – Schloßstraße – Rathaus Steglitz |

Am U-Bahnhof bestehen Umsteigemöglichkeiten zwischen den Linien U7 und U9 sowie zu den Omnibuslinien M43 und 143 der BVG.